# Ribadeo
Ribadeo ist eine Hafenstadt am Golf von Biskaya in Galicien. Ribadeo liegt am westlichen Ufer des Rio Eo, der Galicien von Asturien trennt.

## Geographie
Das Gemeindegebiet von Ribadeo hat ungefähr die Form eines 10 mal 10 km großen Quadrats. Im Norden grenzt es an die kantabrische See. im Osten an das Mündungsgebiet des Ribadeo, auf dessen anderer Seite Castropol in Asturien liegt. Im Westen grenzt es an das Gemeindegebiet von Barreiros und im Süden an das von Trabada. Der höchste Punkt im Gemeindegebiet ist der Mondigo (571 m).

## Bevölkerungsentwicklung der Gemeinde
Legende: Rivadeo___Ribadeo

Quelle: INE-Archiv – grafische Aufarbeitung für Wikipedia

## Gemeindegliederung
Die Gemeinde Ribadeo ist in zwölf Parroquias gegliedert:
| Parroquias             | Patrozinium          | Einwohner 2024 | Fläche km² | Dichte Einw./km² | Höhe msnm | Ortskennzahl |
| ---------------------- | -------------------- | -------------- | ---------- | ---------------- | --------- | ------------ |
| Arante                 | San Pedro            | 175            | 14,11      | 12               | 198       | 27051010000  |
| Cedofeita              | Santa María Madanela | 127            | 7,94       | 16               | 91        | 27051020000  |
| Couxela                | Santiago             | 88             | 4,62       | 19               | 83        | 27051030000  |
| Covelas                | San Vicente          | 334            | 18,99      | 18               | 130       | 27051040000  |
| A Devesa               | Santalla             | 435            | 19,48      | 22               | 59        | 27051050000  |
| Ove                    | San Xoán             | 326            | 12,54      | 26               | 53        | 27051060000  |
| Piñeira                | San Xoán             | 307            | 6,69       | 46               | 31        | 27051070000  |
| Ribadeo                | Santa María          | 6.983          | 1,95       | 3.581            | 45        | 27051080000  |
| Rinlo                  | San Pedro            | 231            | 1,15       | 201              | 17        | 27051090000  |
| Santalla de Vilausende | Santalla             | 138            | 10,53      | 13               | 96        | 27051110000  |
| Vilaframil             | San Lourenzo         | 322            | 8,84       | 36               | 37        | 27051100000  |
| Vilaselán              | Santa María          | 362            | 2,21       | 164              | 26        | 27051120000  |

## Söhne und Töchter
- Antonio José Valín Valdés (* 1968), römisch-katholischer Bischof von Tui-Vigo

## Weblinks

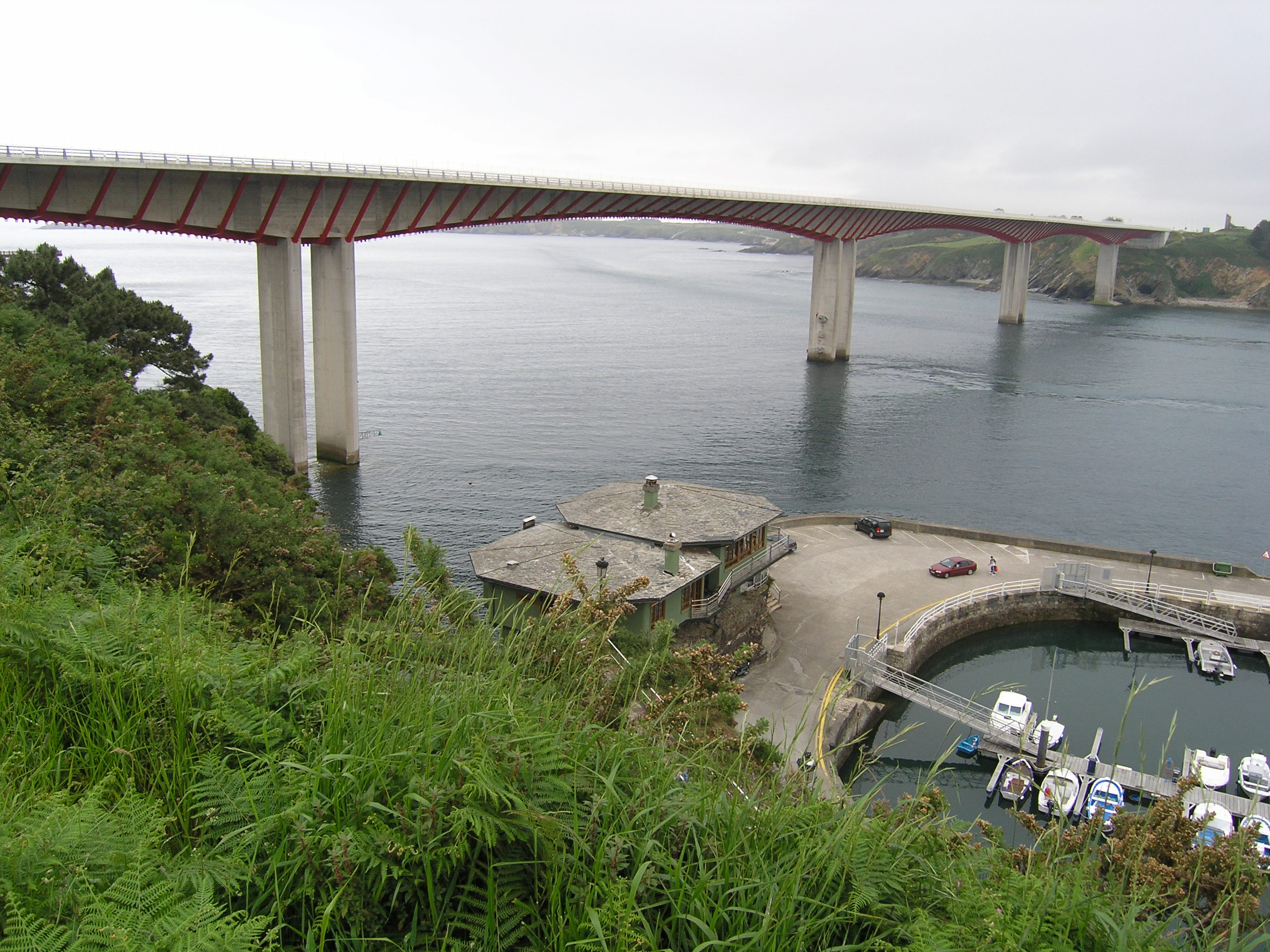
Puente de los Santos
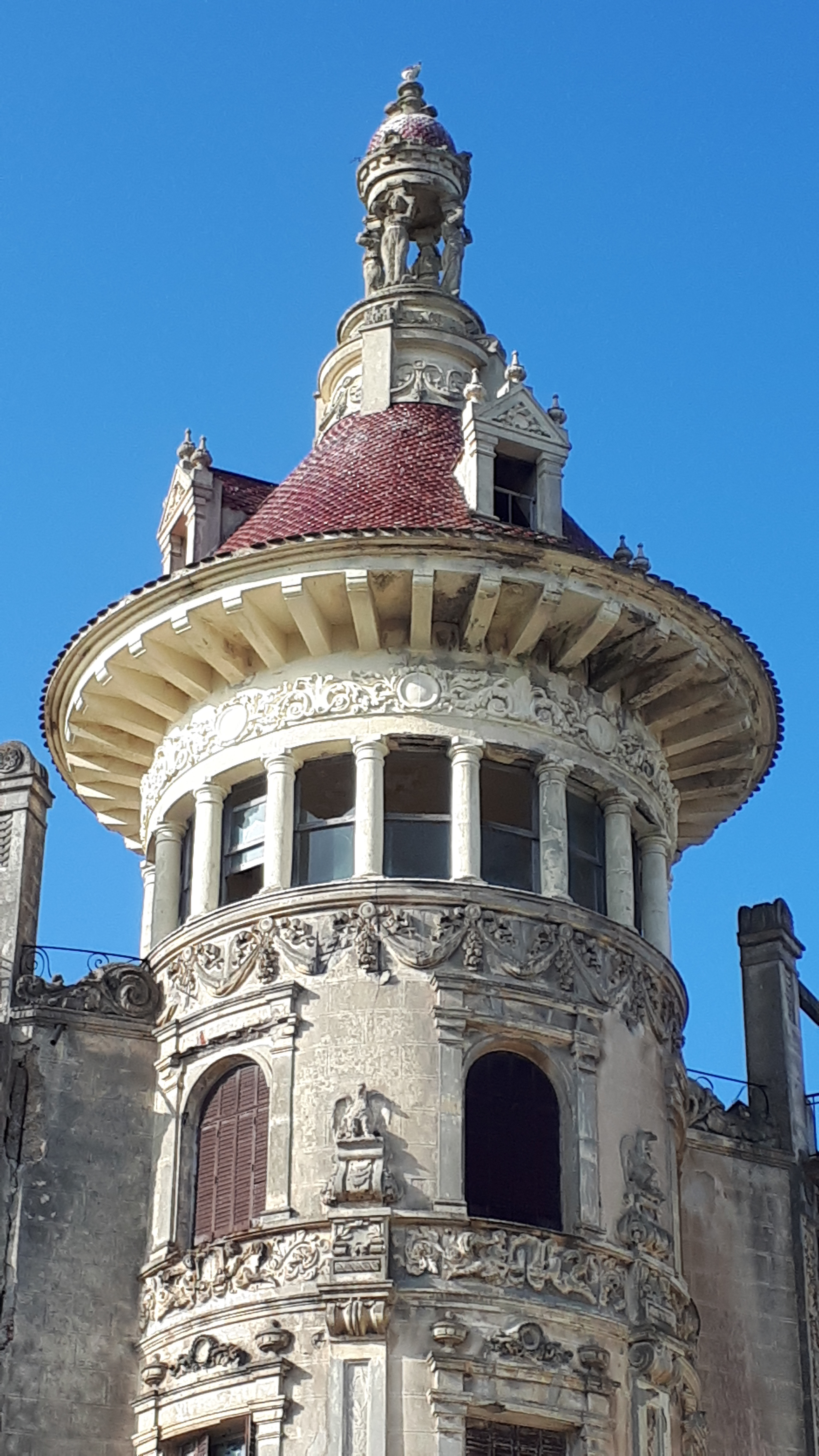
Torre de los Moreno (1915).

## Wirtschaft
| Ackerbau, Viehzucht und Fischerei                                                  | 0218  | 06,73  |
| Industrie                                                                          | 0259  | 07,99  |
| Bauwirtschaft                                                                      | 0220  | 06,79  |
| Dienstleistungsbetriebe                                                            | 2.543 | 078,49 |
| Total                                                                              | 3.240 | 100,00 |
| * Daten aus dem Statistischen Amt für Wirtschaftliche Entwicklung in Galicien, IGE |       |        |